# Chico Mota
Francisco Fernandes da Mota (Catolé do Rocha, 23 de outubro de 1924 - 5 de junho de 2011) foi um poeta, violeiro, repentista e cordelista paraibano que se tornou célebre no Seridó potiguar, especialmente em Caicó, onde viveu a maior parte de sua vida.

## Infância
Filho de Henrique Ferreira da Motta e Maria Elvira Fernandes, na Fazenda Dinamarca, município de Catolé do Rocha, Paraíba. Passou a infância e a adolescência na cidade de Brejo do Cruz, na Paraíba. Aos 10 anos começou a trabalhar na agricultura. Até 1963 morou na zona rural.

## A profissão
Em 1949, deu início à profissão de violeiro. Em 1955, na cidade de São Bento (PB), casou-se com Hermínia Joaquina Alves, com quem viveu até o dia de seu falecimento e lhe deu uma prole de 10 filhos. Em 1º de maio de 1963, criou, juntamente com o violeiro-repentista José Soares Sobrinho (in memoriam), o programa de rádio Violeiros do Seridó.
Em sua trajetória como poeta, é autor de vários cordéis e publicou 4 livros:
- Veredas Nordestinas
- Trovas etc. (contos)
- Violas e Cantadores
- A Saga de um Bandoleiro no Oeste Potiguar.

Gravou 5 CDs, sendo 4 em parceria com outros cantadores.
Foi sócio efetivo do Clube dos Trovadores do Seridó/CTS, ocupando a cadeira número 9, que tem como patrono Júlio César da Câmara. Foi membro da Academia de Trovas do Rio Grande do Norte - ATRM, ocupante da cadeira número 38, cujo patrono é o acadêmico José Gotardo Emerenciano Neto.

## Falecimento
Faleceu no dia 5 de junho de 2011.
A repercussão de seu falecimento foi sentida na homenagem prestada pela Rádio Rural. No horário matutino, em que ele costumava cantar diariamente, violeiros compuseram versos com o mote "A viola nordestina / Mais uma vez enlutada." Na missa de seu sepultamento, vários colegas poetas entoaram em temas de sete linhas. A Casa da Cultura de Caicó foi rebatizada com seu nome.